# La 1
La 1, potocznie La Primera (Jedynka), dawniej jako TVE1, La Primera – program pierwszy publicznej telewizji hiszpańskiej TVE uruchomiony 28 października 1956 roku. La Primera to kanał o charakterze ogólnym, który nadaje głównie wiadomości, programy informacyjne, filmy dokumentalne, magazyny telewizyjne, hiszpańskie i latynoskie seriale telewizyjne z Ameryki Łacińskiej, filmy (zwłaszcza filmy hiszpańskie i amerykańskie) oraz niektóre wydarzenia sportowe. Jest to pierwszy kanał telewizyjny w Hiszpanii.

## Loga
| 1956–1972 | 1972–1982 | 1982–1991 | 1991–1999 | 1999–2003 | 2007–2008 | 2008– |
| --------- | --------- | --------- | --------- | --------- | --------- | ----- |